# Начікуфська культура
Начікуфська археологічна культура — археологічна культура пізньої кам'яної доби на півдні Центральної Африки (Замбія, Малаві). Датується 8-2 тис. до н. е. Названа за стоянкою Начікуфу в північній Замбії. На стоянках цієї культури виявлені сегментовидні і напівкруглі мікроліти (наконечники стріл), великі скребки, просвердлені камені (можливо, деталі мисливських пасток), кам'яні сокири зі шліфованим лезом, фрагменти кераміки, чисельні зернотертки. Заняття населення — мисливство і збиральство.